# Leucandra sola
Leucandra sola är en svampdjursart som beskrevs av Tanita 1942. Leucandra sola ingår i släktet Leucandra och familjen Grantiidae.
Artens utbredningsområde är havet kring Japan. Inga underarter finns listade i Catalogue of Life.